# Pizza
La pizza es un plato hecho con una masa plana, habitualmente circular, elaborada con harina de trigo, levadura, agua y sal (a veces aceite de oliva) que tradicionalmente se cubre con salsa de tomate y mozzarella y se hornea a temperatura alta en un horno de leña. Se venden en pizzerías y las elaboran pizzeros (pizzaiolo en italiano). Aunque se considera que su origen está en la gastronomía italiana, específicamente la napolitana, su consumo se extiende a casi todos los países del mundo, donde hay variantes locales que incorporan distintos ingredientes para cubrir la masa. Junto con la hamburguesa, la pizza está considerada la comida más difundida del mundo, como consecuencia de la diáspora italiana que se estableció en América a lo largo del siglo XX principalmente en Nueva York, Buenos Aires o Chicago.
Las técnicas e ingredientes para elaborar pizza se han diversificado enormemente. Entre los ingredientes habituales se incluyen aceitunas, albahaca, anchoas, cebolla, champiñones, jamón, orégano, distintos tipos de queso, salami, salsas varias y tomate, entre otros. Asimismo, hay pizzas con forma cuadrada, con masas finas o gruesas, con harinas que no son de trigo, sin salsa de tomate o sin queso. Aunque típicamente se considera una preparación artesanal, existen pizzas preparadas de forma total o parcialmente industrializada («prepizza» o take and bake) que se venden en comercios.
Desde 1989, tiene lugar anualmente en Italia el Campeonato Mundial de la Pizza, que realiza varias competiciones y premia a quienes obtengan los tres primeros lugares en cada una de ellas. En la edición de 2018, participaron 773 pizzaioli (pizzeros) provenientes de 44 países. En 2010, la Unión Europea reconoció la pizza napolitana como Especialidad tradicional garantizada (ETG) y, en 2017, la Unesco reconoció el arte de los pizzaioli napolitanos como Patrimonio Cultural Inmaterial de la Humanidad. El día mundial de la pizza es el 9 de febrero.

## Historia

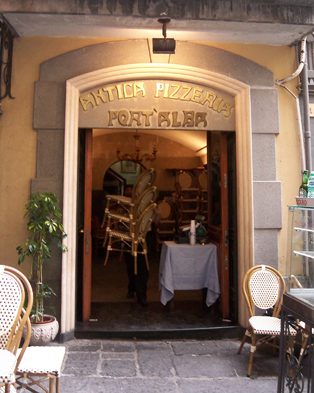
Antica Pizzeria Port'Alba, en Nápoles, abierta en 1738, considerada la más antigua del mundo.

Los antecedentes de la pizza se encuentran en el uso del pan de trigo en las antiguas culturas de Egipto, Persia, Grecia y Roma. En la época de Darío I el Grande (521-500 a. C.), los soldados persas comían un pan plano con queso fundido y dátiles en la parte superior. En la Antigua Roma, los soldados consumían un pan plano con aceite de oliva y hierbas, similar a la focaccia. Panes planos con agregados similares se encuentran en diversas culturas del Mediterráneo.
La pizza, en sus versiones más tradicionales, la marinara y la cubierta de salsa de tomate y mozzarella (napolitana), procede de la ciudad italiana de Nápoles. Las primeras referencias a hornos para pizza datan de finales del siglo XVII. La pizzería 'Ntuono, trasladada en 1738 a la zona de Port'Alba, funcionaba desde 1732 y, hacia mediados del siglo XVIII, en Nápoles había más de ochenta pizzerías. En la primera mitad del siglo XIX se consideraba una «comida plebeya», de napolitanos pobres. Ya en la década de 1830, se encuentran menciones a este plato, por ejemplo en el libro Napoli, contorni e dintorni (1830), escrito por Riccio. Poco después, en 1843, Alejandro Dumas publicó Le corricolo, una crónica de viaje en la que registra las impresiones de su visita al Reino de Nápoles en 1835. En ella dedica varios párrafos a la pizza, a la que señala como la única comida de los napolitanos pobres (lazzaroni) en invierno y describe varios tipos, la mayoría in bianco (sin tomate), aunque menciona también las que lo llevan:

El lazzarone suele comer solo dos cosas: pizza y cocomero;... cocomero en verano, pizzas en invierno... La pizza es una especie de talmouse como se hace en Saint-Denis; es de forma redonda y se amasa con la misma masa que el pan. Viene en diferentes anchos, dependiendo del precio. Una pizza de dos liards es suficiente para un hombre; una pizza de dos sous debería llenar a toda la familia. A primera vista, la pizza parece un plato sencillo; después del examen, es un plato mixto. La pizza es con aceite, la pizza con tocino, la pizza con grasa de cerdo, la pizza con queso, la pizza con tomates, la pizza con pescaditos...
Alejandro Dumas, Le corricolo (1843)

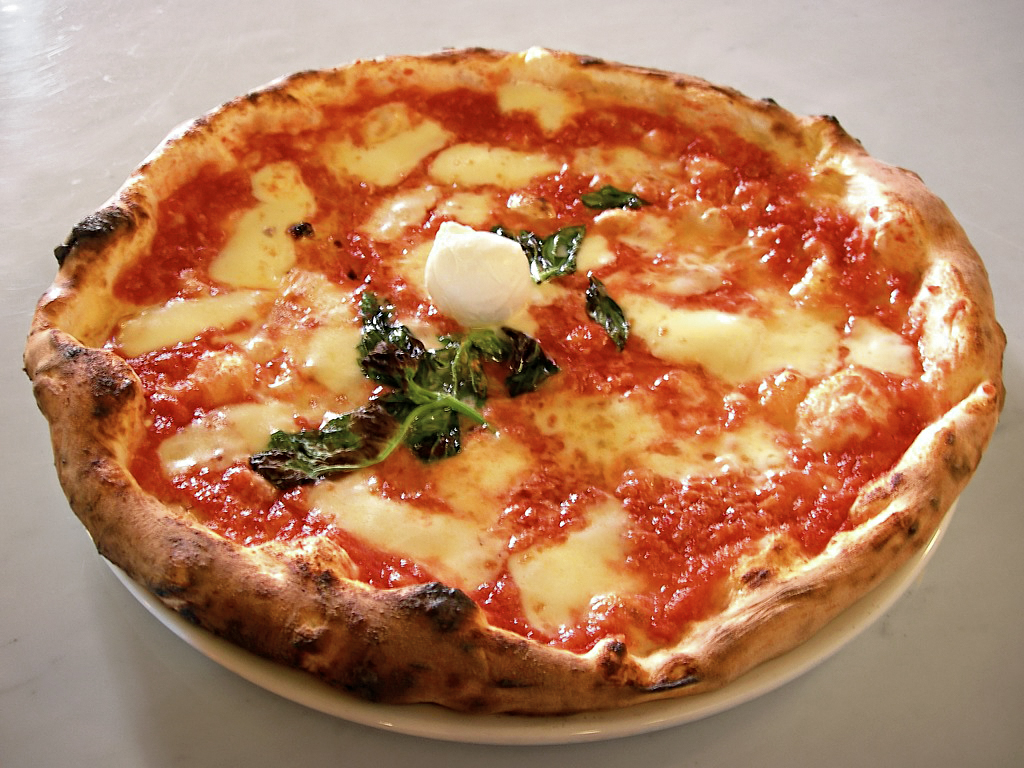
La clásica pizza margarita (queso mozzarella, salsa de tomate y albahaca)

Nápoles se había diferenciado por haber incorporado, en la segunda mitad del siglo XVII, el tomate proveniente de América a la alimentación, mientras que en otros países europeos se creía que era venenoso o causante de enfermedades. Las semillas de tomate provenientes de Perú en la década de 1770 originaron una variedad conocida como tomate San Marzano, cuya baja acidez lo hizo óptimo para la preparación de salsa. La combinación de pan, salsa de tomate y queso dio a origen a un alimento caliente, apetecible y barato para los habitantes humildes de la ciudad. La vinculación con la pasta y la pizza en el siglo XIX hizo que el tomate se convirtiera en un ingrediente dominante de la gastronomía italiana.
Pese a que la pizza hecha con pan, queso, tomate y albahaca data de al menos comienzos del siglo XIX, un relato tradicional, que se ha probado históricamente falso, sostiene que en junio de 1889, cuando visitó Nápoles la reina de Italia, Margarita de Saboya, un cocinero de la pizzería Brandi llamado Raffaele Esposito usó mozzarella, tomate y albahaca para homenajearla con una pizza con los colores de la bandera italiana (blanco, rojo y verde) y la llamó pizza margarita. Gentilcore sostiene que la pizza margarita combina varios movimientos históricos: el proceso de difusión nacional de una clásica comida napolitana bajo el influjo de la unificación italiana que incorporó el reino del sur de la península, hasta entonces bajo el poder de los Borbones, el populismo de la nueva monarquía saboyana y el triunfo de la cocina local sobre la francesa.
La diáspora italiana iniciada a mediados del siglo XIX, difundió la pizza a varios países de América y, finalmente, a todo el mundo.

## Características

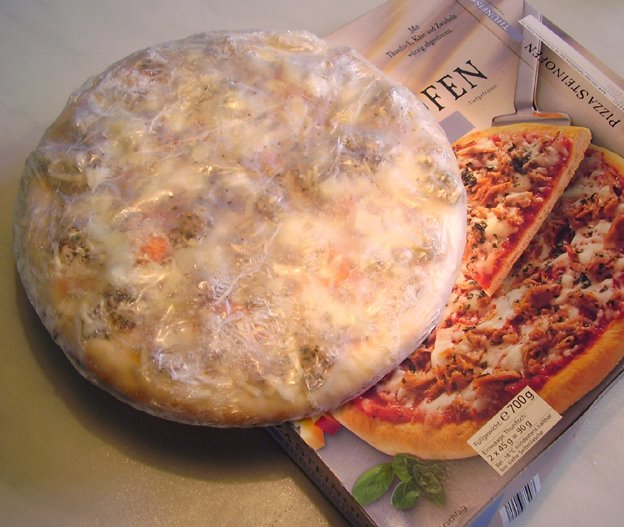
Pizza congelada

### Ingredientes
Los ingredientes de la tradicional pizza margarita son:
- para la masa: harina de trigo tipo 00, agua, levadura, sal y aceite de oliva
- para el agregado: tomate triturado, queso mozzarella y hojas de albahaca fresca[32]

Hay también diferentes tipos de pizzas con agregados muy variados, como rodajas de tomate, diversos tipos de queso, jamón, anchoas, morrones, palmitos, salami, ananá, huevo, champiñones, verduras o cebolla, entre otros.

### Preparación

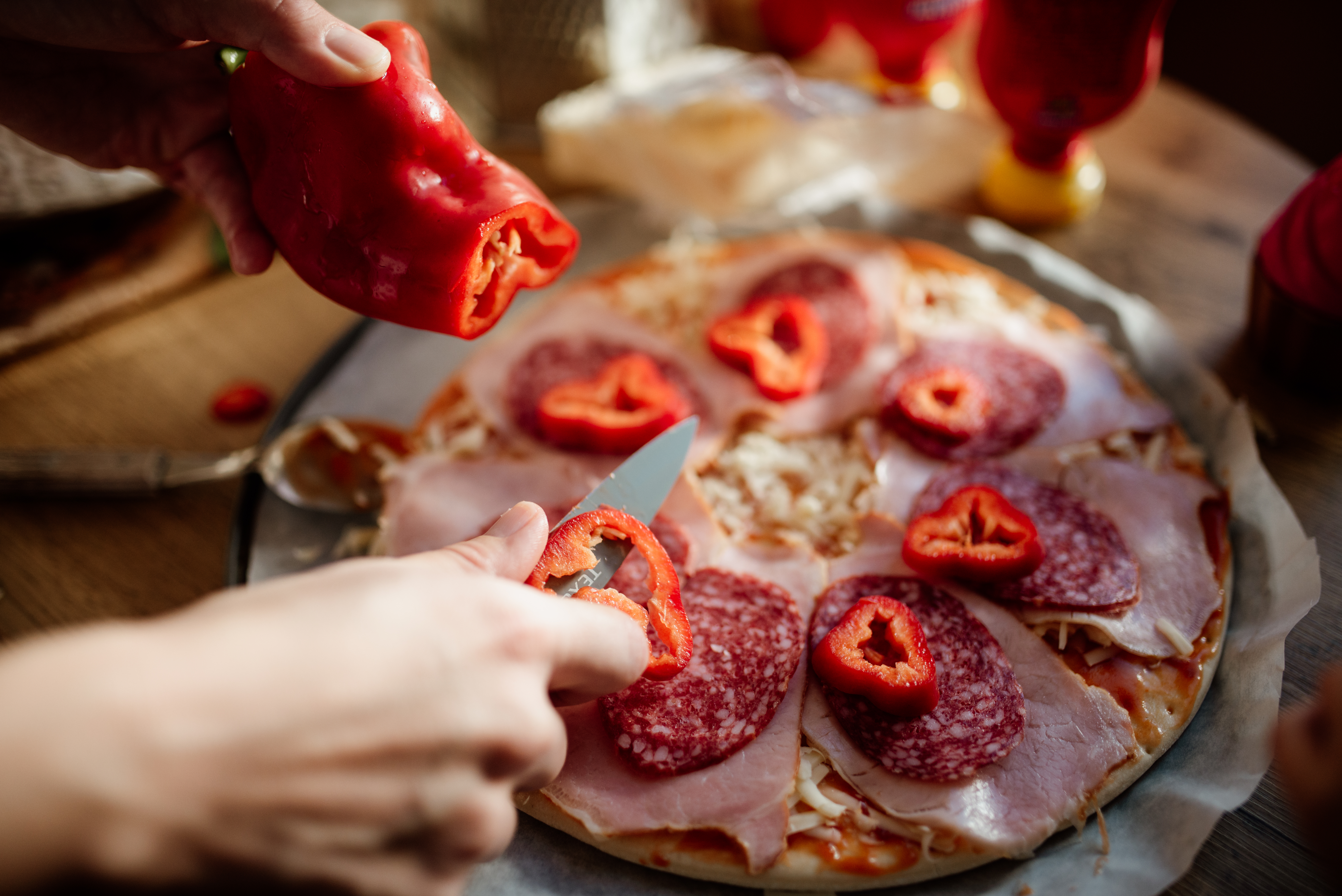
Preparación de una pizza casera

Una parte crucial de la elaboración de la pizza es la preparación de la masa y su leudado. La harina debe mezclarse manualmente con el agua, la sal y la levadura hasta formar una masa homogénea, elástica y suave. A continuación, la masa debe dejarse en reposo en forma de bollo, para que leude y luego se separa para formar cada una de las bases, generalmente redondas. La tradicional pizza napolitana utiliza harina doble cero (que tiene mayor cantidad de gluten), un litro de agua cada 1,7 kilos de harina y se deja leudar dos días para hacerla más digestible, ya que evita que el proceso de fermentación finalice en el estómago. Luego se forma un disco relativamente delgado, generalmente del tamaño de un plato grande o algo mayor. Antes de ingresarla al horno, se pinta la superficie con salsa de tomate y se cubre con queso cortado en pedazos y distribuido para que se derrita uniformemente, sin desbordar. Lo mismo se hace en caso de que sean otros los ingredientes agregados.

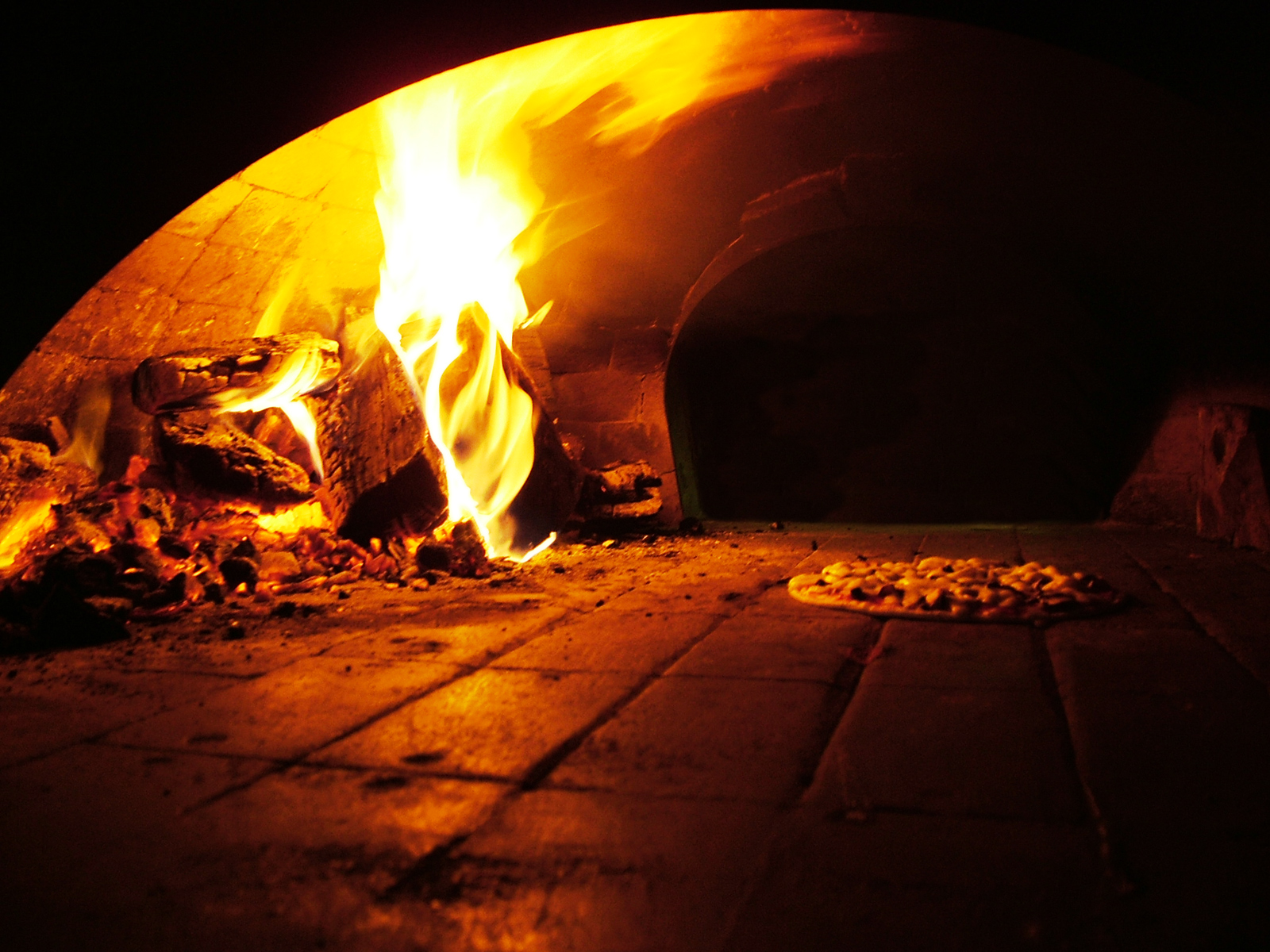
Pizza al forno

### Horneado

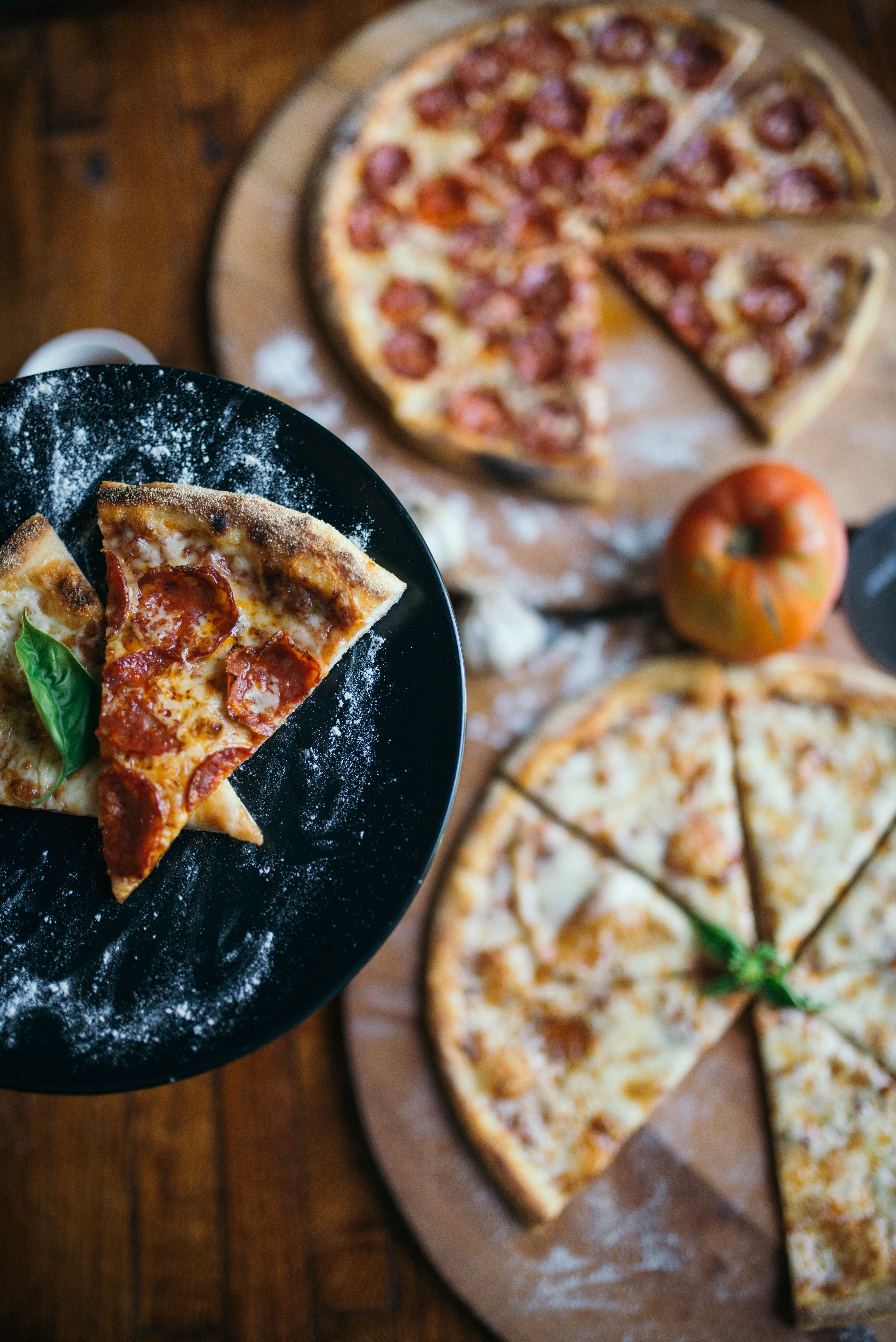
Porciones triangulares de pizza

Para la preparación de la pizza, es esencial la temperatura del horno que, para la Associazione Verace Pizza Napoletana, tiene que alcanzar 420 °C. Esa temperatura permite que la cocción sea homogénea y rápida, para que la masa mantenga una textura adecuada y los ingredientes no se quemen. A esa temperatura debe cocinarse unos dos minutos. Todo este proceso fue corroborado de manera científica, a excepción de la temperatura, que determinaron en 325-330 °C con un máximo de 390 °C cuando son muchos los comensales.

### Presentación
Para trocear la pizza en porciones, se puede utilizar un cortapizzas, un disco afilado sujeto a un mango y suspendido por el centro de forma que puede girar cortando por presión sin arrastrar los ingredientes ni desgarrar la masa.
La forma tradicional de servir las pizzas redondas es en porciones triangulares, generalmente de un sexto o un octavo del tamaño de la pizza completa. Las pizzas rectangulares, típicas de la pizza al taglio ('pizza al corte') suelen cortarse en cuadrados o rectángulos.

## Variantes

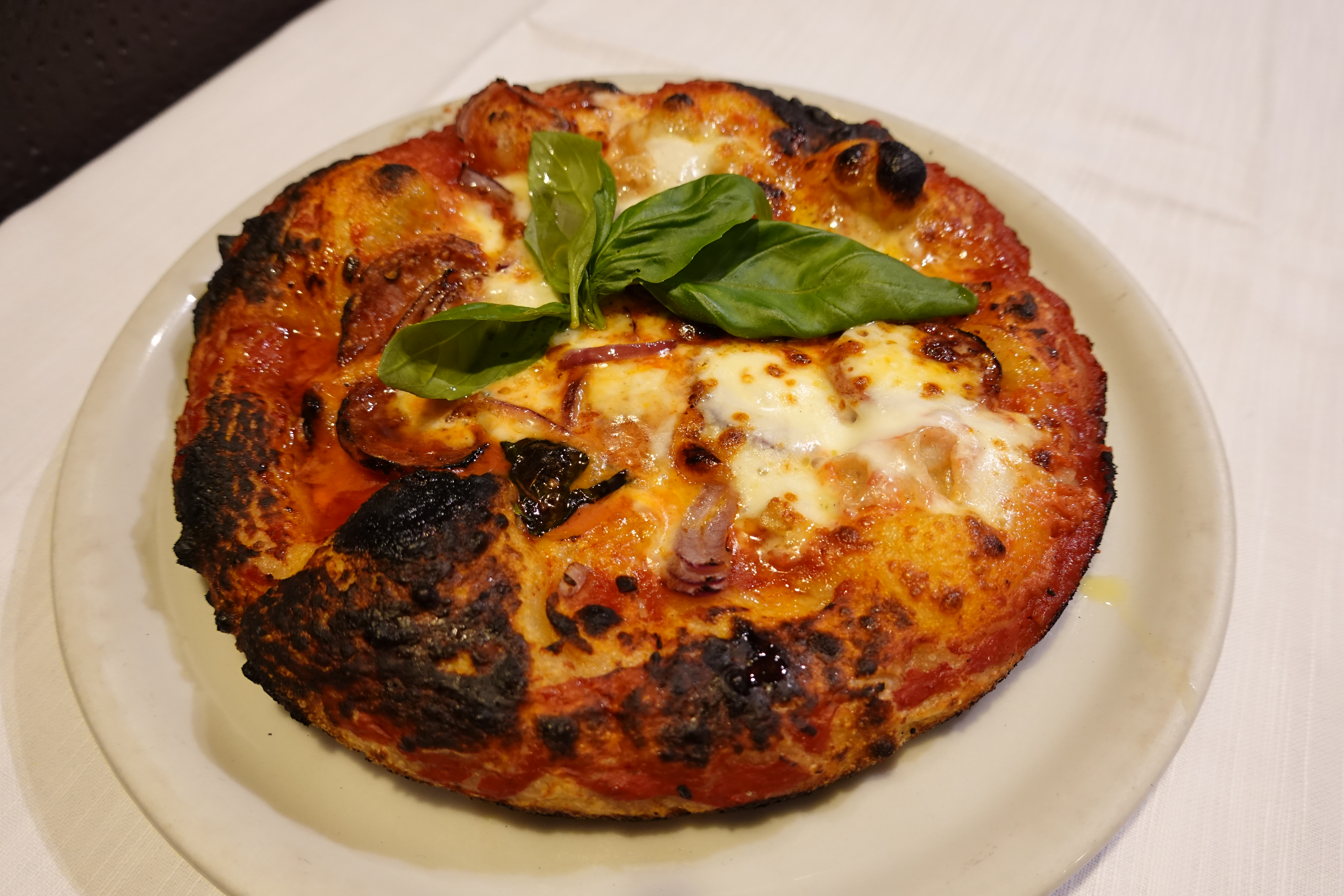
Pizza al tegamino

### En Italia
En Italia la variante regional con más tradición es la pizza napolitana, que es, además, el único tipo de pizza italiana reconocido a nivel nacional y europeo. La masa contiene agua, harina, levadura y sal, nunca aceite, y el horno donde se cuece debe ser a leña. Su proceso e ingredientes están definidos en la norma UNI 10791: 98, elaborada por la Associazione Verace Pizza Napoletana junto con la especificación ETG. Esta asociación, fundada en 1984, se dedica a promover el conocimiento de la pizza napolitana artesanal. Solo dos variantes están reconocidas: marinara y margarita.
En Sicilia, las pizzas se caracterizan por ser rectangulares y de masa gruesa. Es muy popular la pizza de Palermo (sfincione palermitano), que contiene tomate, anchoas, caciocavallo, cebolla, pan rallado y orégano. En Catania se consume la scacciata y en la provincia de Siracusa el pizzolo, que puede ser dulce o salado.
En el Piamonte, particularmente en Turín, se puede encontrar la pizza al tegamino o al padellino. Se cocina en una sartén, por lo que la base queda ligeramente frita y es bastante gruesa y blanda. En Marcas, la pizza marchigiana se puede encontrar en cuatro variantes: bianca con romero, bianca con cebolla, rossa simple y rossa con mozzarella, donde por bianca y rossa se entiende, respectivamente, con y sin tomate. Estas derivan de la más antigua crescia y tienen en común que se usa manteca de cerdo. Otras se hacen también con aceite de oliva como el cacciannanze de Áscoli.
En Vico Equense, pequeña villa en la península sorrentina, se ha popularizado la pizza a metro, que es rectangular, contiene menos levadura y es más esponjosa y espesa debido a una cocción más suave y prolongada. Su nombre se debe a que se vende por metro. En Milán, la más típica es la pizza al trancio, que es alta y blanda, ligeramente crujiente en la base y cubierta de abundante mozzarella. En Roma es muy popular la pizza al taglio y en Liguria la sardenara. En la región francesa de Provenza, es típica la pissaladière.

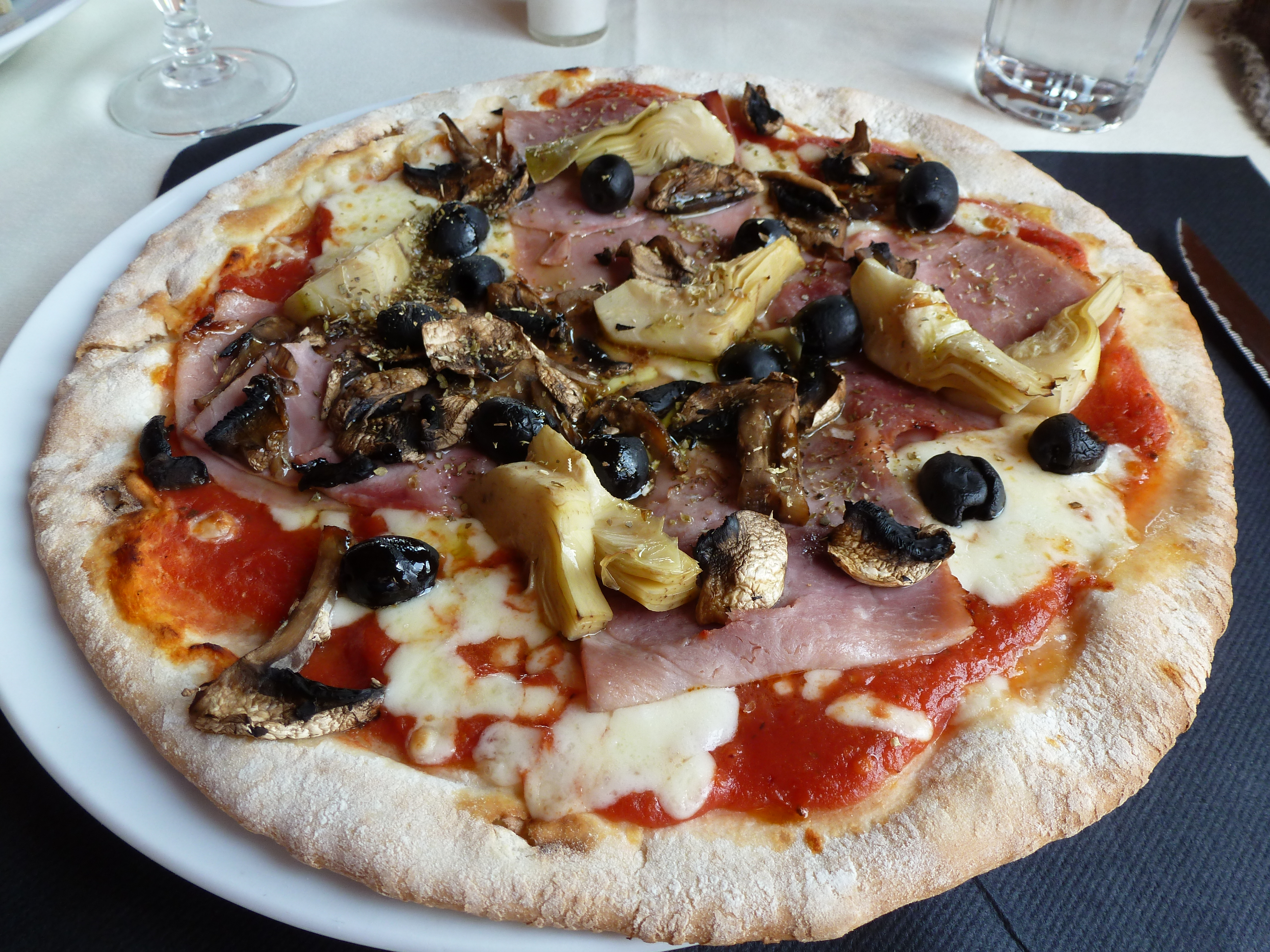
Pizza capricciosa

Otras pizzas clásicas italianas son:
- Pizza capricciosa, que contiene mozzarella, tomate, aceitunas, alcachofa, champiñones y jamón;
- Pizza pugliese, que contiene tomate, mozzarella y cebolla;
- Pizza quattro formaggi, que contiene mozzarella, gorgonzola, fontina y parmesano;
- Pizza quattro stagioni, que contiene mozzarella, tomate, aceitunas negras, alcachofa, champiñones y jamón. La única diferencia con la pizza caprichosa es la disposición de los ingredientes, que no están mezclados.

Fugazzetta de la pizzería Güerrín en Buenos Aires

### En Argentina
La pizza argentina se consume en todo el país, principalmente en Buenos Aires, ciudad que tiene una gran proporción de habitantes descendientes de italianos y cuenta con la mayor cantidad de pizzerías por habitante del mundo. Se caracteriza por la "media masa" (masa base de mayor grosor) y la abundancia de queso mozzarella de vaca, "hasta los bordes, para que se dore y se gratine", así como por el acompañamiento con fainá y vino moscato. Entre las pizzerías históricas se encuentran Banchero, fundada en 1932 pero originada mucho antes, en la panadería instalada por el genovés Agustín Banchero en 1893, donde su hijo Juan inventó la fugazza y la fugazzetta, y se generó la costumbre de acompañarla con fainá, y Güerrín, cuya pizza está considerada entre las mejores del mundo, con una producción diaria promedio de mil unidades, que alcanza 1500 los fines de semana. En Buenos Aires es muy popular también una variante conocida como «pizza de cancha», muy similar a la pizza marinera, hecha con masa cubierta de salsa de tomate, sin queso y fuertemente condimentada, que fue creada por los vendedores ambulantes a la salida de los partidos de fútbol.

### En Estados Unidos

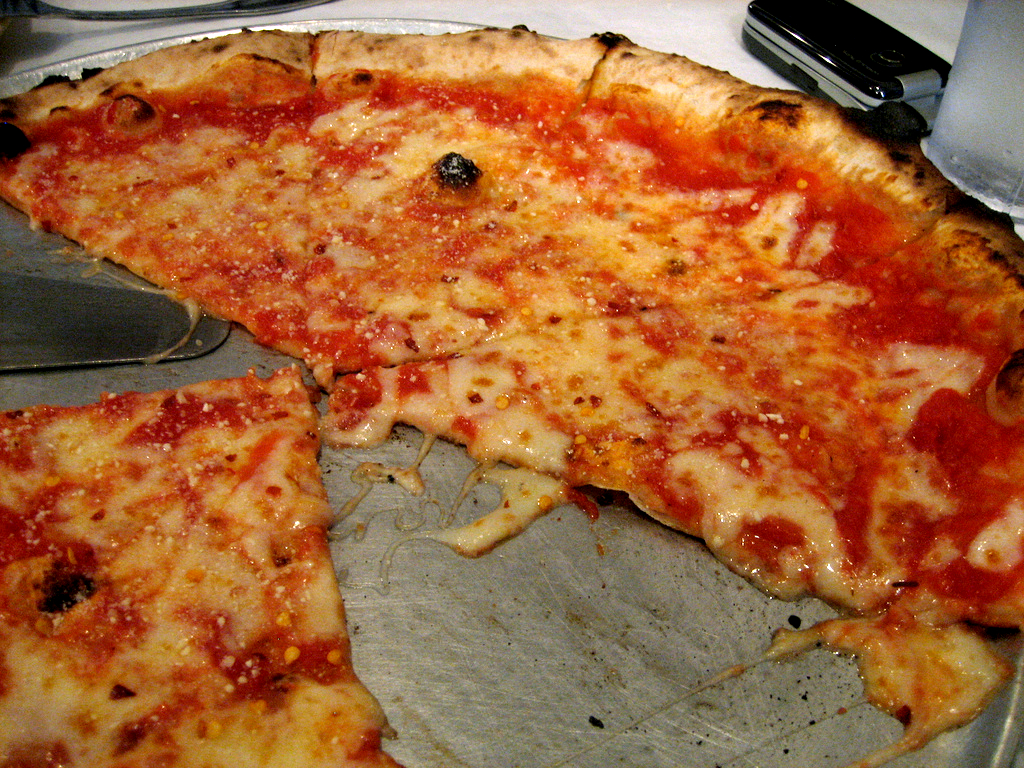
Pizza al estilo de Nueva York en East Harlem

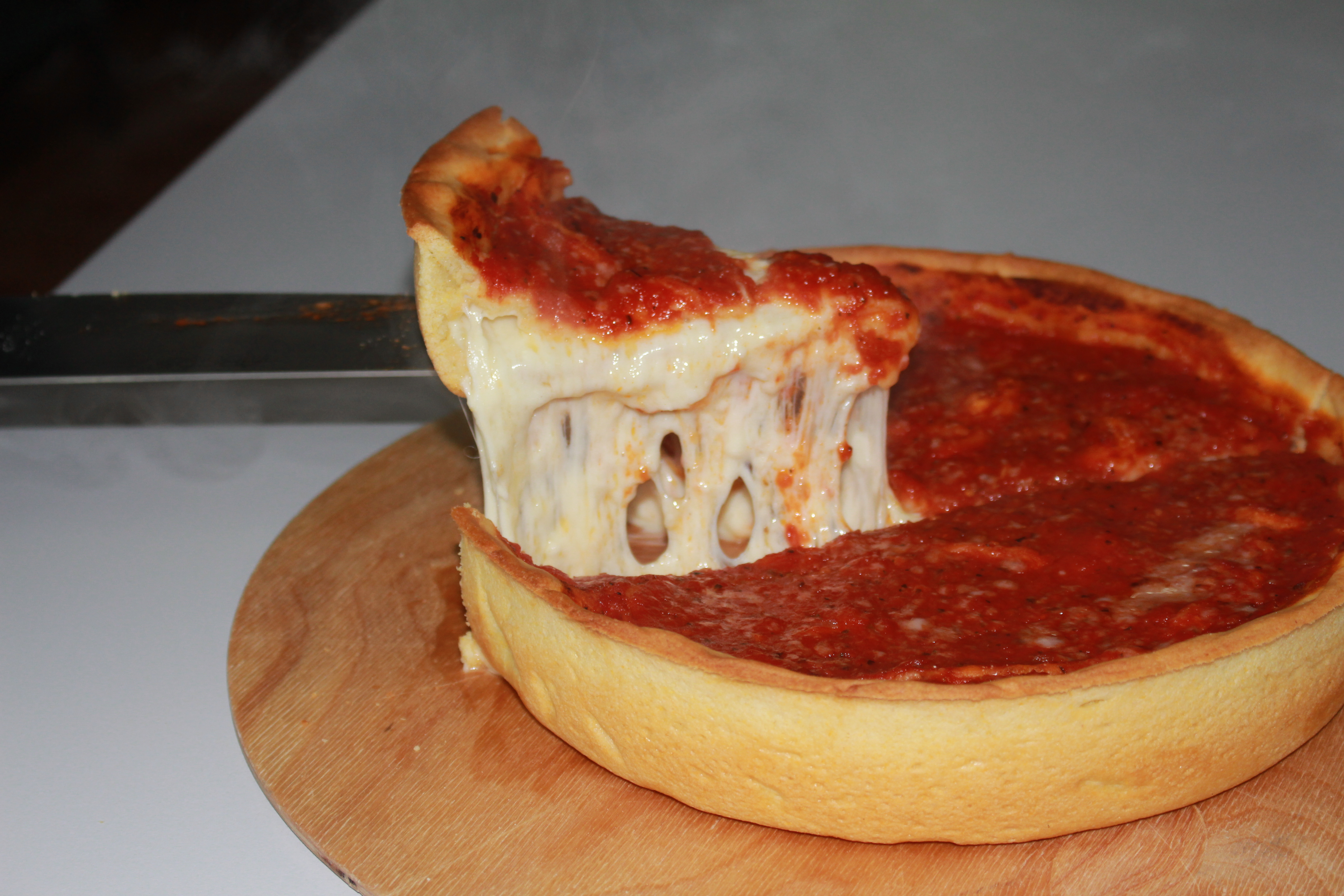
Pizza estilo Chicago

Las pizzas estadounidenses, conocidas internacionalmente como pizza americana, nacen a partir de la inmigración italiana a lo largo del siglo XX y han evolucionado hasta tener ciertos rasgos propios. Por lo general, la masa es más gruesa que la original napolitana y suelen tener más ingredientes, además de ser más ricas en queso y grasas. También suelen sustituir el aceite de oliva de la masa por mantequilla.
La pizza estilo Nueva York se caracteriza por un gran tamaño y una masa muy fina. Su enorme tamaño se debe a que originalmente se vendía en porciones para llevar. Es la pizza por antonomasia de Nueva York y toda su área metropolitana, así como de muchos otros lugares de Estados Unidos. La variante más famosa es la cheesepizza, básicamente salsa de tomate y queso.
La pizza estilo Chicago se hornea en una sartén para que tenga un borde grueso y alto, lo que permite agregar mucha más cantidad de tomate y queso. Por eso se conoce más comúnmente como deep-dish pizza. La corteza queda crujiente y los ingredientes se desmoronan al cortar la pizza. Se suele comer con cuchillo y tenedor.
La pizza estilo California tiene la masa fina como la del estilo neoyorquino, pero lleva ingredientes típicos de la cocina californiana: barbacoa, piña, gambas, pato rostido, pollo al curry, brotes de helecho y otras hierbas. Su invención se atribuye al chef Ed LaDou, aunque fue popularizada por Wolfgang Puck.
La pizza hawaiana contiene una base de tomate, queso, jamón y piña, generalmente enlatada, y a pesar de su nombre no procede de Hawái. Se cree que es un invento de Sam Panopoulos, un chef griego afincado en Canadá que se atribuyó la creación. Otra teoría dice que es un invento alemán. Se ha difundido en varios países y es una de las variantes de la pizza que genera mayor aceptación y rechazo a la vez.
La pizza enrollada (pizza arrotolata), también conocida como pizza Stromboli, es una pizza que ha sido enrollada. Fue creada por Nazzareno Romano, italiano residente en Filadelfia, y se considera un clásico de la gastronomía italoestadounidense. Aunque es similar al calzone, a diferencia de este es de forma cilíndrica y no contiene salsa de tomate. El nombre de Stromboli le sería dado posteriormente en honor a la película homónima.
Otras variantes regionales son la estilo Detroit, la estilo San Luis, la estilo Quad City, la estilo New Haven (o apizza), la estilo Nueva Jersey (o Trenton) y la beach pizza.

### Otros países

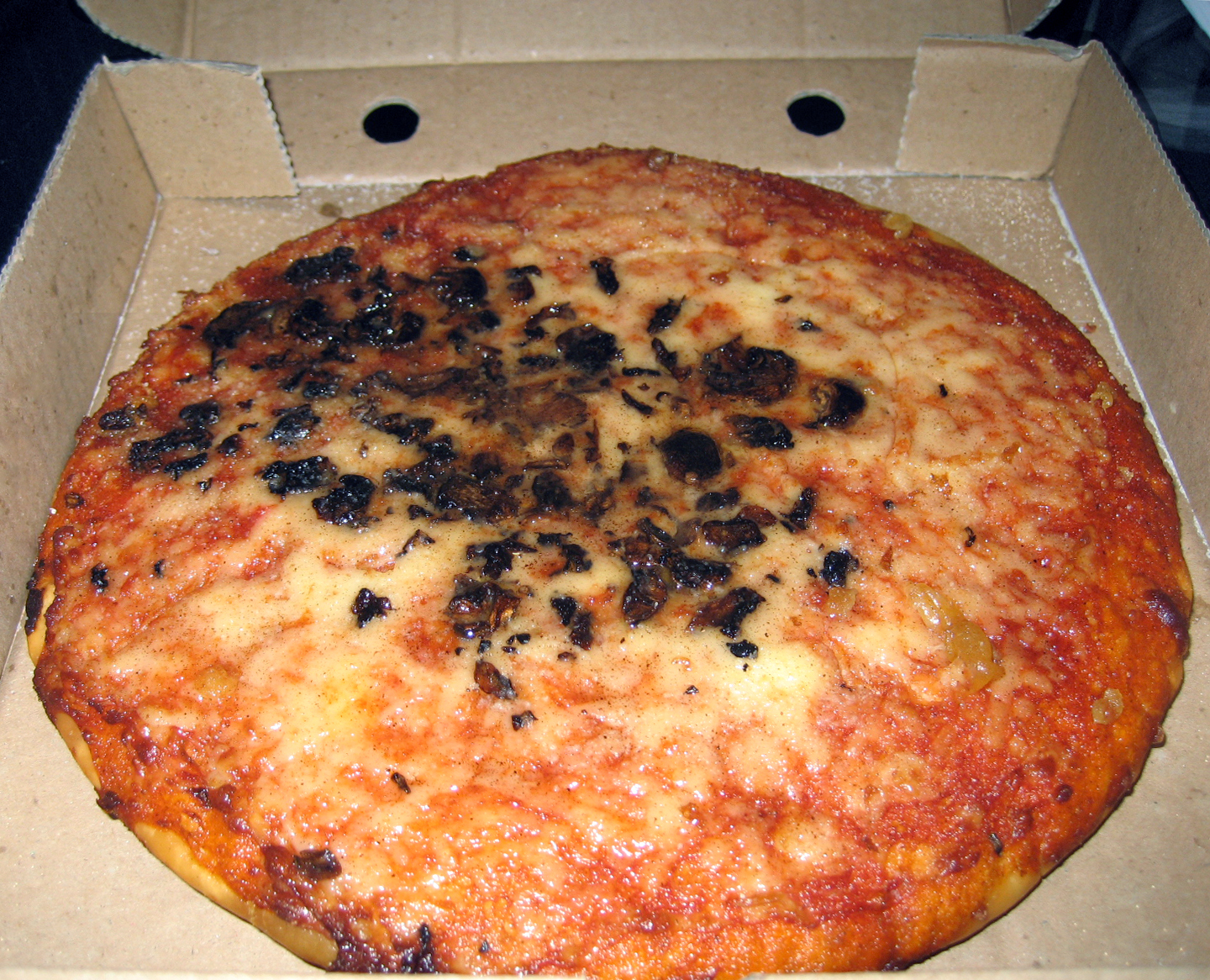
Deep-fried pizza

En Brasil se consume una variedad denominada pizza dolce, cubierta con dulce de leche, chocolate o frutas y comida como postre. Las variantes que se denominan 'a la mexicana' o pizza mexicana incluyen ingredientes típicos de la cocina mexicana. En Escocia, la deep-fried pizza se vende como comida callejera en porciones fritas en el momento, a veces servidas con sal y vinagre o con salsa gravy espesa.
Aunque no es originaria de Irán, la pizza iraní o persa (پیتزای ایرانی piatzaa ayrana) se ha convertido en un plato muy popular, y las pizzerías se pueden encontrar en todas las ciudades y pueblos grandes. Se distingue por una base gruesa que es crujiente en el exterior y esponjosa en el interior. Sus ingredientes son bastante similares a los de la italiana, aunque está más especiada.
En Argelia, la pizza carrée es una variante popular importada por inmigrantes europeos durante el periodo colonial francés (1830-1962). Se caracteriza por ser cuadrada y se vende principalmente en panaderías y puestos callejeros.

### Derivados
- Pizza de albóndigas: una variante de estilo neoyorquino que incluye albóndigas.
- Pizza de chocolate: variante dulce servida por diversas franquicias, especialmente en San Valentín.
- Pizzaghetti: de origen canadiense, esta variedad se cubre con espaguetis. También puede presentarse como un plato combinado de ambas preparaciones por separado.
- Sushi pizza: originaria de un restaurante cocina-fusión de Canadá y consumida también en el Noroeste estadounidense, la masa se sustituye por arroz de sushi frito y se cubre con ingredientes típicos del sushi: pescado crudo, huevas, wasabi y algas.